# Голубев, Николай Васильевич
Николай Васильевич Голубев (17 декабря 1905 года — 1966) — советский хозяйственный, государственный и политический деятель.

## Биография
Родился в 1905 году в деревне Наволоки Владимирской губернии. Член ВКП(б) с 1924 года.
С 1924 года — на хозяйственной, общественной и политической работе. В 1924-1966 гг. — студент Ивановского энергетического института, главный энергетик Горьковского автомобильного завода им. В. М. Молотова, секретарь Автозаводского райкома ВКП(б) города Горького, 2-й секретарь Курского областного комитета ВКП(б), секретарь Курского областного комитета ВКП(б), 1-й секретарь Брянского городского комитета ВКП(б), начальник топливно-энергетического управления СНХ Брянского экономического административного района.
Избирался депутатом Верховного Совета РСФСР 2-го и 5-го созывов.
Умер в 1966 году.